# Bilder vom Tage
Die Bilder vom Tage erschienen im Zeitraum von 1909 bis 1925 teils täglich, teils mehrmals wöchentlich bis ein Mal pro Woche als eigenständige Illustrierte sowie als Beilage zu den in Berlin ebenfalls im August Scherl Verlag erschienenen Tageszeitungen wie Der Tag inklusive dessen Nachtausgabe, der Berliner Abendzeitung und des Berliner Lokal-Anzeigers.
Zu den ungezählten Beilagen der unregelmäßig erschienenen Zeitschrift zählten die Weihnachtsbeilagen.
Die Zeitschriftendatenbank erschließt das Medium unter den Sachgruppen „Nachrichtenmedien, Journalismus und Verlagswesen“, „Geografie und Reisen (Deutschland)“ sowie „Geschichte Deutschlands.“
Einzelne Seiten der Zeitschrift sind nicht zu verwechseln mit Blättern der ebenfalls bei Scherl erschienenen Beilage zu dem älteren Periodikum Die Woche.